# بلانکنشتاین
بلانکنشتاین (به آلمانی: Blankenstein) یک شهر در آلمان است که در زاله-ارلا واقع شده‌است. بلانکنشتاین ۹۶۶ نفر جمعیت دارد.